# Hellraiser 6: Hellseeker
Hellraiser: Hellseeker är en skräckfilm från 2001. Det är den sjätte filmen i Hellraiser-filmserien, och släpptes direkt till DVD den 15 oktober 2002. Den utmärks inte minst av huvudpersonen från de första och andra filmerna i serien, Kirsty Cottons medverkan.

## Handling
Trevor Gooden upplever en hemsk bilolycka, där hans fru,  Kirsty Cotton-Gooden, av allt att döma dödas. Han vaknar upp i en sjukhussal, och finner snart att han blivit huvudmisstänkt i ett mordfall. Han jagas av två mordutredare, och utsätts för allt mer obehagliga och surrealistiska händelser. Slutligen konfronteras han av Hellraiser-seriens kanske mest centrala karaktär, cenobiten Pinhead, och får reda på sanningen. Hans fru lever, och hans upplevelser är en följd av hans tidigare otrohet och andra synder. Det visar sig att Trevor försökt göra sig av med sin fru genom att få henne att åter öppna den pussel-låda, 'The Lament Configuration, som i tidigare Hellraiserfilmer framkallat de demoniska cenobiterna.
Kirsty har dock förhandlat med cenobiterna, och Trevors situation är nu synnerligen desperat.